# Convento Van Maerlant
Il Convento Van Maerlant è un edificio storico della città di Bruxelles, che ha cambiato sede nel 1907. Nel 1974 le suore Adoratrici perpetue del Santissimo Sacramento lasciarono il convento che iniziò una lunga degradazione. Nel 1989 fu acquistato dalla Compagnie CFE e poi venduto nel 1999 alla Commissione europea che ne fece la sua biblioteca principale.

## Storia

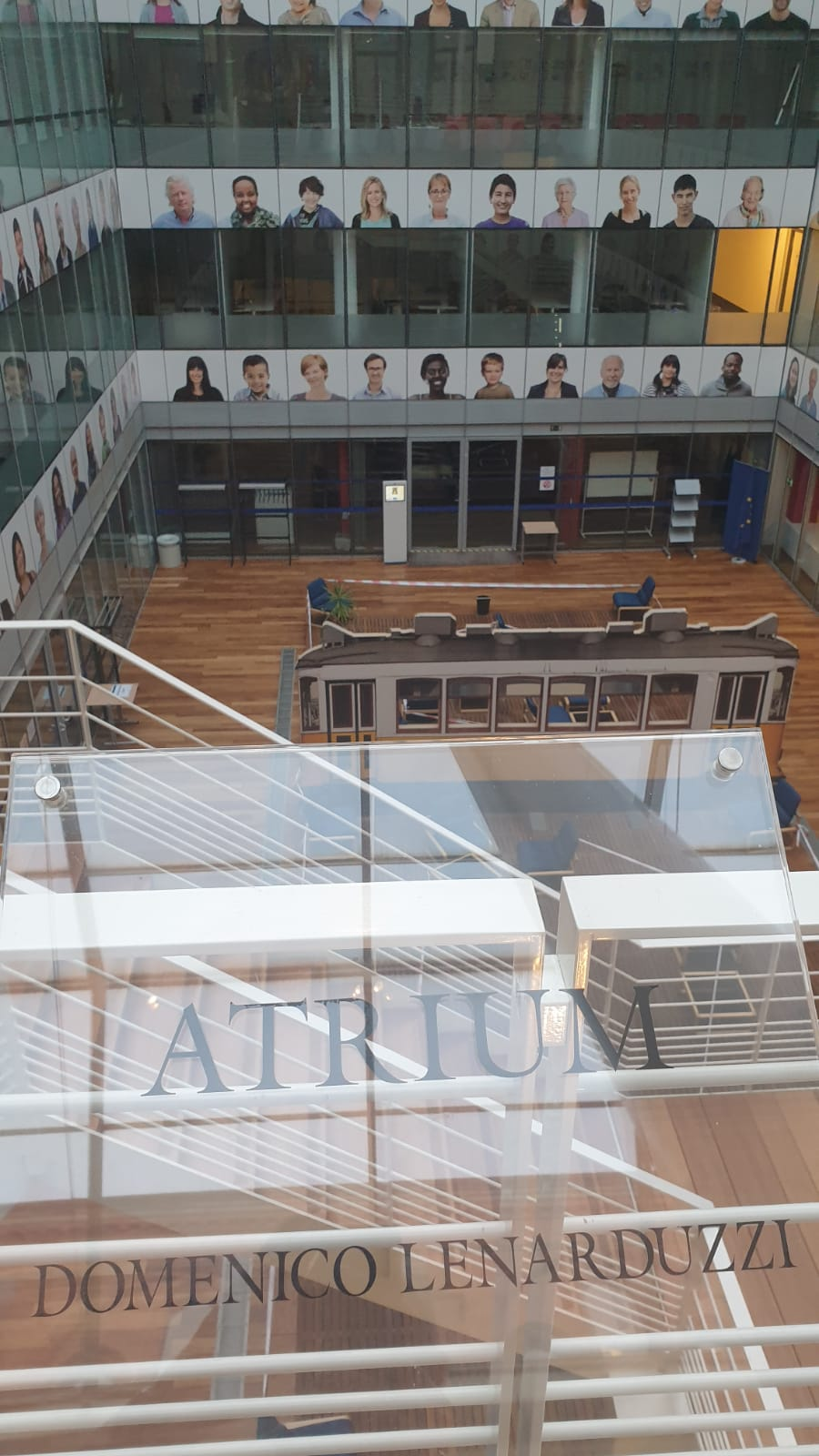
Placca Domenico Lenarduzzi, atrio Van Maerlant, biblioteca della Commissione europea

Il primo convento delle Adoratrici perpetue del Santissimo Sacramento fu costruito grazie alla donazione della baronessa Marie Thérèse van der Linden d'Hooghvorst, nata contessa di Argenteau d'Ohain, che acquistò nel 1847 una proprietà presso la rue des Sols. La proprietà era composta da una chiesa e una maison de maître costruite nel 1455 da Gilles van den Berghe. La proprietà era poi passata al principe Hénin-Liétard e alla figlia, che sposò il conte de Salazar de Velasco (da cui deriva il soprannome dato alla chiesa di "Saint-Lazaire"), e infine alla baronessa d'Hooghvorst. Finiti i lavori di trasformazione da maison de maître in convento, s'installarono le religiose, all'epoca solo costituite come congregazione.
Nel 1908, con i grandi lavori di ristrutturazione della città, il convento e la chiesa furono espropriati e la Adoratrici perpetue del Santissimo Sacramento si spostarono ricostruendo la loro sede in modo pressoché identico. Gli edifici originali della rue des Sols furono abbattuti nel 1955, mentre i nuovi, costruiti alla rue Van Maerlant, esistono ancora oggi. Nel 1974 le suore lasciarono il grande convento e l'edificio iniziò a degradarsi, fu poi acquistato nel 1989 dalla Compagnie d'Entreprises CFE. Nel 1993 la Compagnia affidò agli architetti Marc Vanden Bossche e Marc Lacour una ristrutturazione dell'edificio e della chiesa, ormai sconsacrata, in vista di una possibile vendita. I lavori finirono tre anni dopo e nel 1999 il complesso fu acquistato dalla Commissione europea che v'installò i suoi archivi e la biblioteca principale. L'atrio centrale della biblioteca è dedicato a Domenico Lenarduzzi, conosciuto anche come il padre di ERASMUS.
A fianco del vecchio convento e della vecchia chiesa si trova la Cappella della Resurrezione (Bruxelles) più conosciuta con l'appellativo di Cappella dell'Europa.